# Cirfontaines-en-Ornois

Cirfontaines-en-Ornois este o comună în departamentul Haute-Marne din nord-estul Franței. În 2009 avea o populație de 82 de locuitori.

## Evoluția populației
| An        | 1975 | 1982 | 1990 | 1999 | 2006 | 2009 |
| --------- | ---- | ---- | ---- | ---- | ---- | ---- |
| Populație | 98   | 111  | 96   | 81   | 82   | 82   |